# Gengcheng
Gengcheng är en köping  i östra Kina. Den ligger i stadsdistriktet Huangshan i staden Huangshan i provinsen Anhui, omkring 200 kilometer sydost om provinshuvudstaden Hefei. Antalet invånare är 7 729. Befolkningen består av 3 656 kvinnor och 4 073 män. Barn under 15 år utgör 11,0 %, vuxna 15-64 år 75 %, och äldre över 65 år 12,0 %.